# Octave Aubry
Octave Aubry, född 1 september 1881, död 27 mars 1946, var en fransk författare.
Aubry var länge anställd vid olika ministerier i Paris, bland annat undervisningsdepartementet, och debuterade som författare 1904 med romanen De l'amour, de l'ironie, de la pitié och gav sedan ut en rad romaner med motiv ur samtiden, utan någon stor uppmärksamhet. Sitt stora genombrott fick han på 1920-talet, sedan han börjat skriva populärt hållna biografier över personer från första och andra kejsardömet. Aubry gjorde noggranna källstudier och fick vid sina studier tillgång till tidigare okänt material ur arkiven, men förhöll sig tämligen fritt till källorna och var i sina skildringar mer romanförfattare än historiker. Bland hans verk som blev mycket uppskattade även i andra länder märks Le roi perdu (1924, svensk översättning 1928), Le grand amour caché de Napoléon: Marie Walevska (1925, svensk översättning 1926), Le lit du roi (1926), Le roman de Napoléon. Bonaparte et Joséphine (1927), L'impériatrice Eugénie (1931, svensk översättning 1938), Le roi de Rome (1932, svensk översättning 1933), Napoléon III. La conquête de pouvoir (1934), Sainte-Hélène (1935, svensk översättning 1937), Napoléon (1936), Le second empire (1938, svensk översättning 1941) och Vie privée de Napoléon (1939, svensk översättning "Napoleon människan" samma år). Under slutet av sitt liv arbetade Aubry med ett stort upplagt arbete om franska revolutionen av vilket första delen Destruction de la royauté utkom 1942 (svensk översättning 1946) och den andra delen La république utkom postumt 1946. Aubry invaldes 1946 i franska akademien men hann aldrig göra sitt inträde.